# News-International-Skandal
Der News-International-Skandal umfasst die illegalen Vorgänge bei News International, dem britischen Ableger des US-amerikanischen Medienkonzerns News Corporation Rupert Murdochs. Mitarbeiter der zu dem Konzern gehörenden Zeitung News of the World hörten Gespräche ab, indem sie sich illegal Zugang zu Mobilfunk-Mailboxen verschafften, und standen im Verdacht, Polizeibeamte bestochen zu haben. Infolge des Skandals verkündete am 7. Juli 2011 James Murdoch, CEO der News Corporation für Europa und Asien, die Einstellung der Zeitung mit der Sonntagsausgabe vom 10. Juli 2011.

## Ausmaß
News International drohte eine gerichtliche Untersuchung, nachdem im Februar 2010 ein von mehreren Parteien gewählter Ausschuss des britischen Unterhauses in einem 167-seitigen Parlamentsbericht leitende Angestellte der Zeitung News of the World beschuldigt hatte, die Wahrheit über das Ausmaß des illegalen Abhörens von Mobiltelefon-Mailboxen von Tausenden prominenter Persönlichkeiten und Politikern durch ihre Journalisten vertuscht zu haben, sowie Bestechungsvorwürfe laut wurden.
Bereits 2005 und 2006 wurde gegen „News International“ aufgrund illegaler Abhörpraktiken bei Scotland Yard ermittelt und sowohl der Reporter Clive Goodman wie auch der Privatdetektiv Glenn Mulcaire für einige Monate verhaftet. Im Juli 2009 berichtete der Guardian über weitere Fälle der Abhörpraxis der Redaktion, sowie dass es mehrere tausend potentielle Abhöropfer gab, und bezog sich auf einen Informanten bei Scotland Yard. John Yates, stellvertretender Polizeichef, lehnte neue Ermittlungen mit der Begründung ab, es gäbe keine neuen Beweise, musste aber vor dem britischen Parlament einräumen, dass Scotland Yard seit 2006 11.000 Seiten Beweismaterial habe, die bei Mulcaire sichergestellt wurden. Darunter befanden sich Listen von fast 4.000 Namen und Telefonnummern potentieller Abhöropfer.
Ging man bislang davon aus, dass nur Politiker, Prominente und Mitglieder der Königsfamilie sowie Bedienstete des Königshauses abgehört wurden, wurde Anfang Juli 2011 bekannt, dass auch die Mailboxen und Telefone von Verbrechensopfern und Angehörigen gefallener britischer Soldaten angezapft wurden. Auch die Hinterbliebenen von Opfern der Terroranschläge am 7. Juli 2005 in London seien abgehört worden. Angesichts der heftigen Reaktionen der britischen Öffentlichkeit wurde News of the World schließlich zum 10. Juli 2011 eingestellt.

## Ermittlungen und Konsequenzen
Am 21. Januar 2011 trat Andy Coulson als Kommunikationsberater des britischen Premierministers David Cameron zurück. Er fungierte zur fraglichen Zeit ebenso als verantwortlicher Herausgeber der Zeitung. Premierminister Cameron kündigte mehrere Untersuchungsausschüsse zur Klärung des Abhörskandals an. Die zur gleichen Zeit geplante vollständige Übernahme des Pay-TV-Anbieters British Sky Broadcasting durch die News Corporation wurde von Rupert Murdoch aufgegeben, nachdem sich angesichts des Skandals alle im Unterhaus vertretenen Parteien gegen das Vorhaben ausgesprochen hatten.

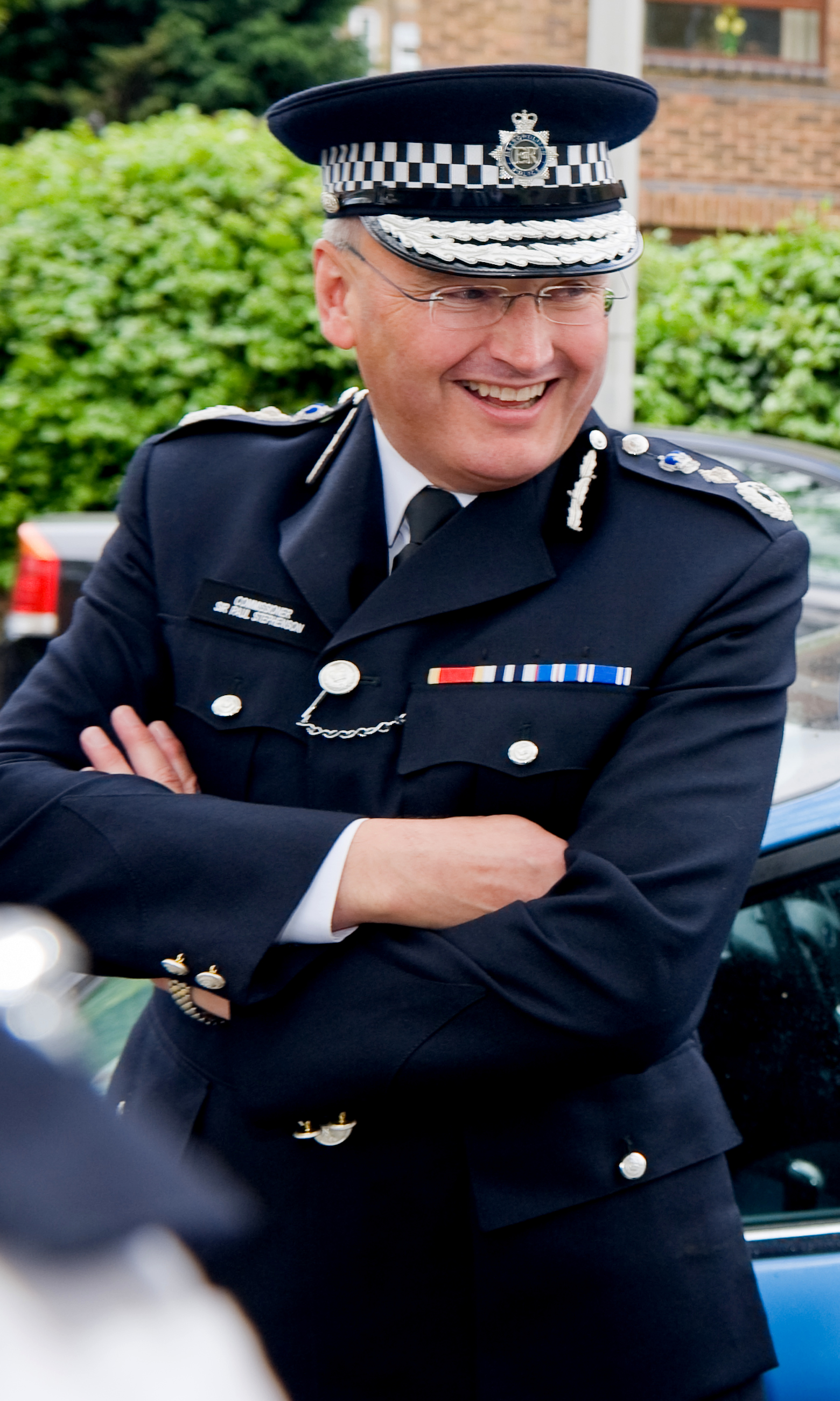
Paul Stephenson, Scotland Yard, trat wegen der Affäre zurück

Der ehemalige Herausgeber von News of the World, Andy Coulson, wurde am 8. Juli 2011 vorübergehend verhaftet und am selben Tag auf Kaution freigelassen. Das FBI leitete am 14. Juli Ermittlungen gegen die News Corporation ein, nachdem der Guardian berichtete, dass Hinterbliebene von Opfern der Terroranschläge am 11. September 2001 abgehört worden seien. Die Geschäftsführerin von News International und ehemalige Chefredakteurin der News of the World, Rebekah Brooks, trat am 15. Juli 2011 zurück und wurde zwei Tage später festgenommen. Einen Tag später wurde sie auf Kaution entlassen. Am 15. Juli 2011 trat ein langjähriger Gefährte von Rupert Murdoch, Les Hinton, CEO von Dow Jones & Company, die das Wall Street Journal verlegt, zurück. Dow Jones & Company ist eine Tochterfirma von News Corporation. Hinton leitete von 1995 bis 2007 die britische News International, in der Zeit als die Abhörvorfälle stattfanden und erstmals ans Licht kamen.
Am 17. Juli 2011 trat der Chef der Londoner Metropolitan Police („Scotland Yard“), Sir Paul Stephenson, zurück. Er war ins Kreuzfeuer der Kritik geraten, als bekannt wurde, dass er sich einen Kur-Aufenthalt teilweise hatte bezahlen lassen. PR-Chef des Kurunternehmens war der inzwischen festgenommene frühere News of the World-Journalist Neil Wallis. Bereits zuvor wurde bekannt, dass Polizisten gegen die Zahlung von Bestechungsgeldern Informationen an die Zeitung herausgegeben hatten. Ebenso trat einen Tag später sein Stellvertreter und der zuständige Ermittler, John Yates, zurück. Der ehemalige Reporter Sean Hoare, der im September 2010 als erster Andy Coulson belastete, wurde nach Angaben der Polizei tot in seiner Wohnung aufgefunden.
Nachdem die frühere Chefredakteurin Brooks während einer Parlamentsanhörung aussagte, dass Stuart Kuttner in seiner Funktion als leitender Redakteur Zahlungen an Privatdetektive für Abhöraufgaben angeordnet haben könnte, wurde er ebenso festgenommen. Die Ermittlungen werden erschwert, da das Unternehmen seit April 2010 mehr als 200.000 E-Mails gelöscht haben soll.

### Anhörung und Sondersitzung des britischen Parlaments
Am 19. Juli 2011 waren Rupert und James Murdoch sowie Rebekah Brooks zu einer Anhörung vor das britische Parlament geladen. In der öffentlichen und live im Fernsehen übertragenen Anhörung entschuldigten sich alle drei für die Abhör- und Korruptionsaffäre, lehnten jedoch eine Übernahme der Verantwortung ab und bestritten, von den kriminellen Vorgängen gewusst zu haben. Der zurückgetretene Scotland Yard-Chef Paul Stephenson sagte am selben Tag bei einer Anhörung vor dem Innenausschuss aus, dass 10 von 45 Mitarbeitern der Polizei-Presseabteilung für die Zeitungsgruppe News International tätig gewesen seien.
Großbritanniens Premierminister David Cameron rechtfertigte sich am 20. Juli 2011 während einer Sondersitzung vor dem Parlament, für die er eine Afrikareise unterbrochen hatte. Er hatte sich in 15 Monaten Amtszeit 25-mal mit Familienmitgliedern oder Angestellten Murdochs getroffen. Cameron bestritt in der Sitzung, je an einem unredlichen Treffen teilgenommen zu haben; stets sei der vorgeschriebene Verhaltenskodex eingehalten worden. „In der Rückschau“ hätte der Premierminister Coulson nicht als Kommunikationschef der Regierung eingestellt, lehnte aber auch ab, sich für die Einstellung zu entschuldigen.

### Neue Beweise
Am 16. August 2011 wurde durch die Veröffentlichung eines am 2. März 2007 verfassten Briefes des ehemaligen News of the World-Journalisten Clive Goodman dann deutlich, dass die gesamte Führungsriege der News of the World von den illegalen Abhörpraktiken ihrer Journalisten gewusst hat.
Goodman hatte wegen der illegalen Abhörpraktiken der Zeitung eine Haftstrafe verbüßen müssen und seinen Job bei News of the World verloren. Den Brief verfasste er, nachdem er aus dem Gefängnis entlassen worden war. In seinem nun vom Medienausschuss des britischen Parlaments veröffentlichten Schreiben erklärte er, er habe mit voller Unterstützung der Führung gehandelt. Andere hochrangige Angestellte des Blattes seien über seine Abhöraktivitäten informiert gewesen. Zahlreiche seiner Kollegen hätten ebenfalls Telefone angezapft.
"This practice was widely discussed in the daily editorial conference, until explicit reference to it was banned by the Editor." ("Dieses Vorgehen [das Anzapfen von Telefonen zur Beschaffung brisanter Informationen] ist in den täglichen Redaktionssitzungen breit diskutiert worden, bis eine eindeutige Bezugnahme [auf diese Praktiken] vom Chefredakteur [Andy Coulson] verboten wurde".)
Außerdem hätten der damalige Chefredakteur Andy Coulson und der Leiter der Rechtsabteilung der Zeitung, Tom Crone, ihm versprochen, er könne, wenn er das Blatt oder andere Mitarbeiter der News of the World in dem Verfahren aus der Sache heraus halte, erneut einen Job bei der Zeitung bekommen.

### Andy Coulson
Am 23. August 2011 berichtete BBC, dass Andy Coulson nach seinem Rücktritt als Chefredakteur von News of the World im Januar 2007 noch ein Jahr lang mehrere hunderttausend brit. Pfund vom News of the World-Mutterkonzern News International (NI) erhalten hat. Es handelte sich um eine über 12 Monate gestreckte Abfindung (bis Ende 2007), die zwei Jahresgehältern entsprach. Außerdem stellte der Murdoch-Konzern Coulson noch drei Jahre lang kostenlos einen Firmenwagen zur Verfügung und übernahm auch die Kosten für seine private Krankenversicherung.
Zu dieser Zeit arbeitete Coulson bereits längst als sogenannter Kommunikationsdirektor der Konservativen Partei (Juli 2007 bis Mai 2010) zu einem Jahresgehalt von rund 275 000 britische Pfund (knapp 315.000 Euro).
Die neuen Nachrichten widersprechen den früheren Aussagen Coulsons zu diesem Thema. Im Juli 2009 war Coulson während einer Anhörung vor dem Medienausschuss des Unterhauses vom Labour-Abgeordneten Tom Watson gefragt worden, ob sein Parteigehalt während seiner Zeit bei den Konservativen sein einziges Einkommen gewesen sei. Coulson hatte dies bejaht. Nach dem Willen Watsons soll nun untersucht werden, ob es sich bei den Zuwendungen um eine verdeckte illegale Parteispende von News of the World an die Torys handelt, um so Einfluss auf deren Politik zu nehmen.

### Verhaftungen in der Sun
Am Wochenende vom 11. bis 12. Februar 2012 wurden fünf führende Redakteure der ebenfalls zur News International gehörenden Sun wegen des Verdachts der Bestechung von Polizisten und Beamten festgenommen.

### Präsentation des Abschlussberichts und Vorschlag für Presse-Selbstregulierungsorgan
Ende November 2012 legte die sechsköpfige Kommission zur Aufklärung der Vorfälle in London ihren Abschlussbericht vor. Der Kommissionsvorsitzende Brian Leveson forderte als Konsequenz aus den Ereignissen ein unabhängiges im gesetzlichen Rahmen geschaffenes Selbstregulierungsorgan der Presse, das Strafen in einer Höhe von bis zu einer Million Pfund (ca. 1,2 Mio. Euro) verhängen können sollte. Die bisherige Regulierung erfolgt über eine Presse-Beschwerdekommission, die sich aus Medienvertretern zusammensetzt. Das britische Parlament will Anfang Dezember 2012 über Pläne beraten.

## Prozesse
Am 28. Oktober 2013 begann der Prozess gegen Rebekah Brooks, ihren Ehemann Charlie Brooks, Andy Coulson und fünf weitere Angeklagte. Drei Angeklagte, nämlich der frühere Chefkorrespondent der News of the World sowie zwei Mitglieder der Nachrichtenredaktion, bekannten sich schuldig, illegale Abhörmaßnahmen angewandt zu haben. Es war das erste öffentliche Bekenntnis im Zusammenhang mit dem Abhörskandal. Der Prozess endete am 24. Juni 2014 nach 130 Verhandlungstagen. Andy Coulson wurde in einem Anklagepunkt schuldig gesprochen und zu einer Haftstrafe von 18 Monaten verurteilt. Die übrigen Angeklagten wurden freigesprochen.
Im Juni 2015 musste sich Neil Wallis, der Stellvertreter Andy Coulsons vor Gericht verantworten. Ihm wurde vorgeworfen die illegalen Abhörmaßnahmen organisiert zu haben. Wallis war im Juli 2011 verhaftet worden, nach Befragung durch die Polizei zunächst aber gegen Kaution freigelassen worden. Während des Prozesses gegen Andy Coulson entschied die Staatsanwaltschaft, dass sie genug Beweise für eine Anklage von Wallis’ und den Journalisten Jules Stenson habe, nachdem zuvor bereits eine Anklage ausgeschlossen worden war. Die Anklage beruhte vor allem auf der Aussage des Journalisten Dan Evans. Wallis Verteidiger konnte jedoch nicht nur nachweisen, dass Evans’ Angaben voller Ungenauigkeiten waren. Die Verteidigung konnte das Gericht auch überzeugen, das Wallis’ Angabe, er habe von den Vorgängen nichts gewusst, der Wahrheit entspricht, auch wenn die Anklage behauptete, dass bei dem Ausmaß an illegalen Abhörvorgängen und dem Wissen Coulsons Wallis ebenfalls davon gewusst haben musste. Die Geschworenen sprachen Wallis am 1. Juli 2015 dementsprechend frei. Jules Stenson bekannte sich schuldig und erwartet das Urteil.
Im Februar 2015 entschied das US-amerikanische Justizministerium, dass in den USA keine Anklage wegen Bestechung im Zusammenhang mit dem Abhörskandal erhoben werde.
Die britische Staatsanwaltschaft prüft auf der Grundlage von polizeilichen Ermittlungen, ob es eine Klage gegen das Unternehmen News Corporation als Nachfolger von News International als Verantwortlichen für den Abhörskandal geben soll, wurde im August 2015 bekannt.
Am 11. Dezember 2015 wurde vom Crown Prosecution Service (CPS) erklärt, dass es nicht genug Beweise gäbe, um Anklage gegen das Unternehmen oder zehn Angestellte des Daily Mirror zu erheben. Es wurde festgestellt, dass es üblich gewesen sei, dass die Journalisten die Telephone anderer Personen benutzten, so dass es nicht möglich sei, eine Zuordnung von bestimmten Vorgängen zu Personen zweifelsfrei durchzuführen. Das doppelte Anrufen von Telefonnummern oder die Verbindung zu einem Voice-Mail Service wurde ebenfalls nicht als ausreichend für einen Abhörvorgang angesehen. Dass eine zivilrechtliche einvernehmliche Beilegung des Konflikts gefunden wurde, könne man dem Unternehmen selbst ebenso wenig zum Vorwurf machen, wie die Regelung E-Mails regelmäßig zu löschen eine Behinderung der Justiz darstelle, urteilte der CPS. Gerald Shamash, der Anwalt Paul Gascoignes und Alan Yantobs, kündigte nach der Veröffentlichung der Entscheidung an, dass er im Namen seiner Klienten eine Überprüfung der Entscheidung beantragen werde und forderte andere Opfer des Skandals auf, sich diesem Antrag anzuschließen. Entsprechend den Verfahrensregeln muss ein solcher Antrag innerhalb von fünf Arbeitstagen nach der Veröffentlichung der Entscheidung gestellt werden.

## Reportagen & Dokumentationen
- The Murdoch empire: Phone hacking exposed. Listen Post, Al Jazeera Englisch, Herbst 2014 (YouTube, englisch, 25 Min.)